# 江口盆距兰
江口盆距兰（学名：Gastrochilus nanus），为兰科盆距兰属下的一个植物种。其种加词“nanus”意为“矮小的”。